# Trichothyrium reptans
Trichothyrium reptans är en svampart som först beskrevs av Berk. & M.A. Curtis, och fick sitt nu gällande namn av S. Hughes 1953. Trichothyrium reptans ingår i släktet Trichothyrium och familjen Microthyriaceae.   Inga underarter finns listade i Catalogue of Life.